# Over (singel Lindsay Lohan)
Over – drugi singel piosenkarki Lindsay Lohan z jej debiutanckiego albumu Speak.
Została napisana przez Lindsay Lohan, Kara DioGuardi i John Shanks. Wyprodukowali ją Kara DioGuardi i John Shanks.
Teledysk był kręcony przez pięć dni. Piosenka była pierwszą piosenką Lohan, która utrzymała się na pierwszym miejscu listy przebojów przez 3 tygodnie.

## Lista utworów
Maxi single
1. „Over” 3:36
2. „Over” [Full Phatt Remix] 3:39
3. „To Know Your Name” 3:19
4. „Over” [Video]

## Listy Przebojów
| Lista                         | Pozycja |
| ----------------------------- | ------- |
| Croatia Singles Chart         | 11      |
| Ireland Singles Chart         | 19      |
| Israeli Singles Chart         | 2       |
| Australian ARIA Singles Chart | 27      |
| Germany Singles Chart         | 27      |
| UK Singles Chart              | 27      |
| U.S. Top 40 Mainstream        | 39      |
| Austrian Singles Top 75       | 49      |
| Swiss Singles Top 100         | 52      |
| Mexican Top 100               | 78      |
| U.S. Bubbling Under Hot 100   | 1       |